# タッチダウンフィーバー
『タッチダウンフィーバー』は、ケイ・アミューズメントリースが1988年11月11日に発売したファミリーコンピュータ用のアメリカンフットボールのゲームソフト。

## 概要
縦スクロール方式を採用し、多彩なフォーメーションが組めるなどアメフトの魅力を網羅したゲームである。プレイヤーは12あるチームの中から一つ選んでプレイする。2人による対戦プレイも可能。